# 2-nitroanilin
2-Nitroanilin je organická sloučenina se vzorcem C6H4NH2NO2. Jedná se o derivát anilinu, který má nitroskupinu na pozici 2. Používá se na výrobu o-fenylendiaminu.

## Výroba a příprava

Laboratorní příprava 2-nitroanilinu

2-Nitroanilin se vyrábí reakcí 2-nitrochlorbenzenu s amoniakem:
ClC6H4NO2 + 2 NH3 → H2NC6H4NO2 + NH4Cl
Existuje mnoho dalších způsobů přípravy této látky, přičemž přímá nitrace je kvůli tvorbě aniliniových kationtů neúčinná. Nitrací acetanilidu vzniká jen velmi malé množství 2-izomeru, protože amidová skupina vytváří výrazný sterický efekt. K zabránění substituce do polohy 4 se používá sulfonace, která zvyšuje výtěžnost reakce na 56 %.

## Reakce a použití
2-Nitroanilin se používá na výrobu o-fenylendiaminu, který dále slouží k přípravě benzimidazolů, skupiny heterocyklických sloučenin používaných při výrobě řady léčiv.

Vnitromolekulární vodíkové vazby způsobují, že 2-nitroanilin je velmi slabou zásadou.

Kromě redukce na fenylendiamin může u 2-nitroanilinu proběhnout několik dalších reakcí obvyklých u aromatických aminů. Protonací z něj lze získat aminiové soli. Kvůli vlivu nitroskupiny je asi 100 000krát slabší zásadou něž samotný anilin. Diazotací se z něj získávají diazoniové soli, používané jako prekurzory azobarviv. Acetylací 2-nitroanilinu vzniká 2-nitroacetanilid.